# Stassi (Ort)
Stassi (ukrainisch Стасі; russisch Стаси) ist ein Dorf in der ukrainischen Oblast Poltawa mit etwa 2100 Einwohnern (2001).

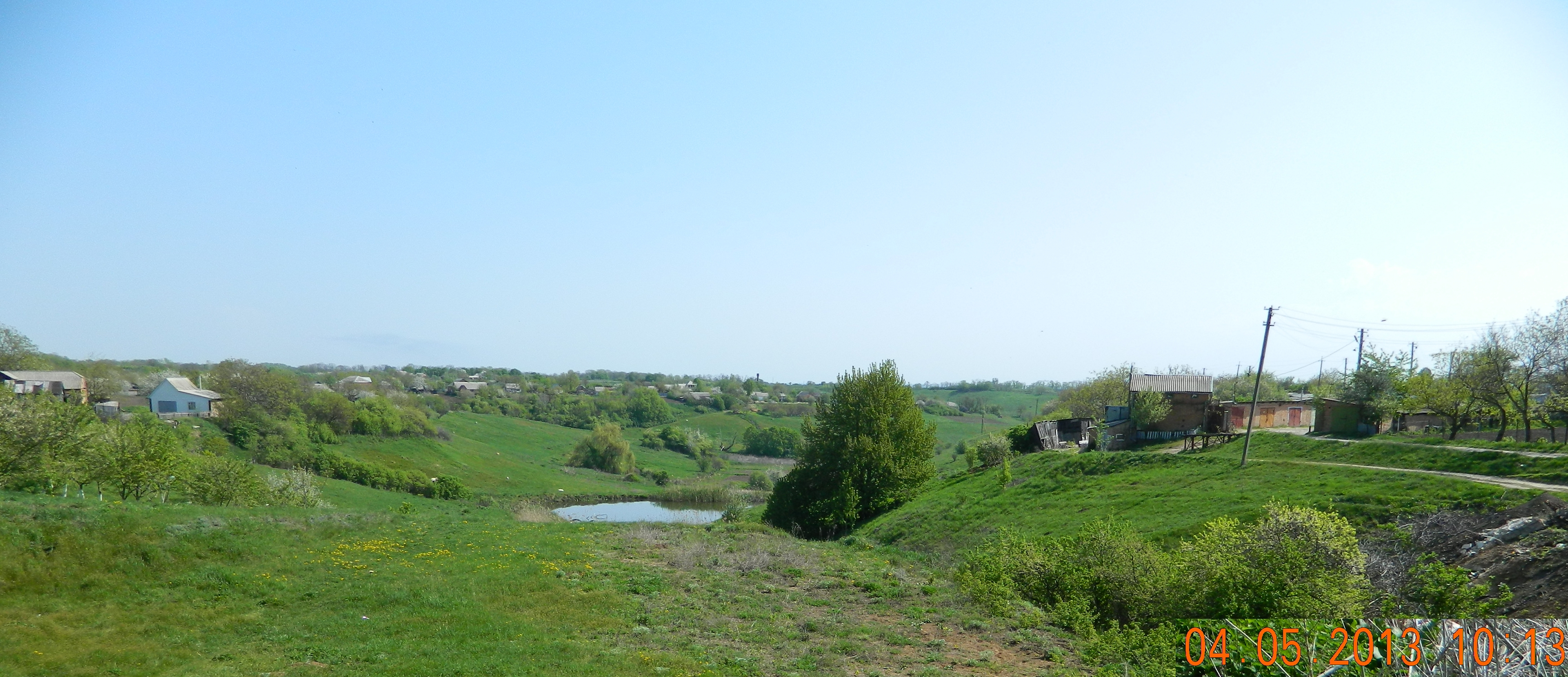
Blick aufs Dorf

Das in der ersten Hälfte des 17. Jahrhunderts gegründete Dorf liegt auf einer Höhe von 159 m zwischen dem rechten Ufer der Worskla im Osten und der Fernstraße N 12 im Westen, 13 km südlich vom ehemaligen Rajonzentrum Dykanka und 20 km nördlich vom Oblastzentrum Poltawa.

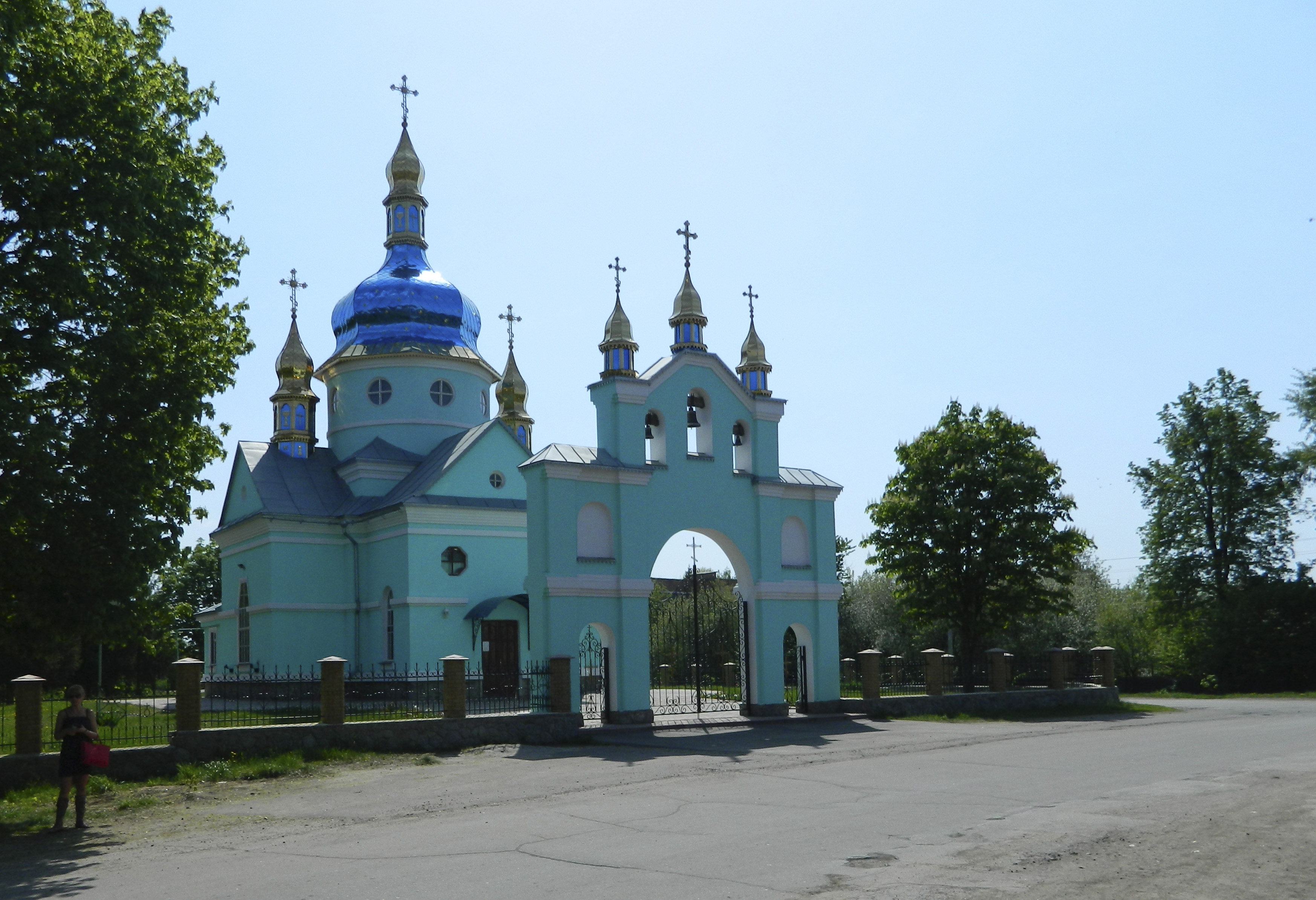
Orthodoxe St.-Georg-Kirche in Stassi

Am 12. Juni 2020 wurde das Dorf ein Teil der neugegründeten Siedlungsgemeinde Dykanka bis dahin bildete es zusammen mit den Dörfern Hawronzi, Hlody (Глоди), Kamjanka (Кам'янка), Mychajliwka und Slynkiw Jar (Слиньків Яр) die gleichnamige Landratsgemeinde Stassi (Стасівська сільська рада/Stassiwska silska rada) im Südosten des Rajons Dykanka.
Am 17. Juli 2020 kam es im Zuge einer großen Rajonsreform zum Anschluss des Rajonsgebietes an den Rajon Poltawa.

## Persönlichkeiten
Im zur Gemeinde zählenden Dorf Hawronzi kam 1858 oder 1860 die Malerin Marie Bashkirtseff zur Welt.